# اجمینان
اجمینان (به انگلیسی: Ajminal) یک منطقهٔ مسکونی در هند است که در کارناتاکا واقع شده‌است.